# Екологічне ресурсознавство
Екологічне ресурсознавство — практичне спрямування  екологічної геології, що досліджує весь спектр морфологічних, ретроспективних і прогнозних питань і проблем, пов'язаних із забезпеченням біоти (живих організмів) і, в першу чергу, людської спільноти мінерально-сировинними ресурсами  літосфери і ресурсами геологічного простору з позицій використання його для потреб людства в епоху активного техногенезу.
Акцент у цих дослідженнях робиться не на пошуки і підрахунок запасів  корисних копалин, а на оцінку їх відповідності сучасному рівню споживання і раціонального використання з урахуванням екологічних наслідків. По суті при цьому вирішується питання про регламентацію споживання мінерально-сировинних ресурсів  літосфери з урахуванням збереження і нормального функціонування  екосистем високого рівня організації. З екологічних позицій оцінюються і ресурси геологічного простору.